# بردخون كهنة
بردخون كهنة (بالفارسية: بردخون کهنه) هي قرية تقع في قسم بردخون الريفي (مقاطعة دير) في إيران. يقدر عدد سكانها بـ 826 نسمة بحسب إحصاء 2016.